# بایلرود
بایلرود (به آلمانی: Beilrode) یک شهر در آلمان است که در نوردزاکسن واقع شده‌است. بایلرود ۲٬۶۴۸ نفر جمعیت دارد.